# Liste der denkmalgeschützten Objekte in St. Marienkirchen am Hausruck
Die Liste der denkmalgeschützten Objekte in Sankt Marienkirchen am Hausruck enthält die denkmalgeschützten, unbeweglichen Objekte der Gemeinde St. Marienkirchen am Hausruck in Oberösterreich (Bezirk Ried im Innkreis).

## Denkmäler
| Foto |                 | Denkmal                                                                            | Standort                                                                        | Beschreibung | Metadaten |
| ---- | --------------- | ---------------------------------------------------------------------------------- | ------------------------------------------------------------------------------- | --- | --- |
| ja   | Datei hochladen | Kath. Pfarrkirche Mariae Himmelfahrt und Friedhof HERIS-ID: 38428 Objekt-ID: 37994 | St. Marienkirchen am Hausruck Standort KG: St. Marienkirchen am Hausruck        | Ein gotischer Sakralbau, wobei dem Turm ein neugotischer Spitzhelm aufgesetzt wurde. Die Ausstattung ist vorwiegend neugotisch. | BDA-Hist.: Q23541887 Status: § 2a Stand der BDA-Liste: 2025-06-30 Name: Kath. Pfarrkirche Mariae Himmelfahrt und Friedhof GstNr.: 2279 Pfarrkirche St. Marienkirchen am Hausruck |
| ja   | Datei hochladen | Pfarrhof und Wirtschaftsgebäude HERIS-ID: 92874 Objekt-ID: 107843                  | St. Marienkirchen am Hausruck 15 Standort KG: St. Marienkirchen am Hausruck     | | BDA-Hist.: Q37760779 Status: § 2a Stand der BDA-Liste: 2025-06-30 Name: Pfarrhof und Wirtschaftsgebäude GstNr.: 2264/1                                                           |
| ja   | Datei hochladen | Pfarrhofkapelle HERIS-ID: 92875 Objekt-ID: 107844                                  | bei St. Marienkirchen am Hausruck 15 Standort KG: St. Marienkirchen am Hausruck | | BDA-Hist.: Q37760790 Status: § 2a Stand der BDA-Liste: 2025-06-30 Name: Pfarrhofkapelle GstNr.: 2248/4                                                                           |